# Golden Raspberry Awards 1999
De Golden Raspberry Awards 1999 was het twintigste evenement rondom de uitreiking van de Golden Raspberry Awards. De uitreiking werd gehouden op 25 maart 2000 in het Sheraton Hotel in Santa Monica, Californië voor de slechtste prestaties binnen de filmindustrie van 1999.
Ter viering van het jaar 2000 werden er dit jaar vier extra prijzen uitgereikt: slechtste film van het decennium, slechtste nieuwe ster van het decennium, slechtste acteur van de eeuw en slechtste actrice van de eeuw.

## Genomineerden en winnaars
| "Winnaar"* |

| Categorie | Nominaties |
| --- | ---------- |
| Slechtste film |            |
| Wild Wild West (Warner Bros.) |            |
| Big Daddy (Columbia Pictures) |            |
| Star Wars Episode I: The Phantom Menace (20th Century Fox)                                                                           |            |
| The Blair Witch Project (Artisan Entertainment)                                                                                      |            |
| The Haunting (DreamWorks SKG) |            |
| Slechtste acteur |            |
| Adam Sandler in Big Daddy |            |
| Arnold Schwarzenegger in End of Days                                                                                                 |            |
| Kevin Costner in For Love of the Game en Message in a Bottle                                                                         |            |
| Kevin Kline in Wild Wild West |            |
| Robin Williams in Bicentennial Man en Jakob the Liar                                                                                 |            |
| Slechtste actrice |            |
| Heather Donahue in The Blair Witch Project                                                                                           |            |
| Catherine Zeta-Jones in Entrapment and The Haunting                                                                                  |            |
| Melanie Griffith in Crazy in Alabama                                                                                                 |            |
| Milla Jovovich in Messenger: The Story of Joan of Arc                                                                                |            |
| Sharon Stone in Gloria |            |
| Slechtste mannelijke bijrol |            |
| Jar Jar Binks (stem door Ahmed Best) in Star Wars Episode I: The Phantom Menace                                                      |            |
| Gabriel Byrne in End of Days en Stigmata                                                                                             |            |
| Jake Lloyd in Star Wars Episode I: The Phantom Menace                                                                                |            |
| Kenneth Branagh in Wild Wild West |            |
| Rob Schneider in Big Daddy |            |
| Slechtste vrouwelijke bijrol |            |
| Denise Richards in The World Is Not Enough                                                                                           |            |
| Juliette Lewis in The Other Sister                                                                                                   |            |
| Kevin Kline (als prostituee) in Wild Wild West                                                                                       |            |
| Salma Hayek in Dogma and Wild Wild West                                                                                              |            |
| Sofia Coppola in Star Wars Episode I: The Phantom Menace                                                                             |            |
| Slechtste schermkoppel |            |
| Kevin Kline en Will Smith in Wild Wild West                                                                                          |            |
| Jake Lloyd en Natalie Portman in Star Wars Episode I: The Phantom Menace                                                             |            |
| Lili Taylor en Catherine Zeta-Jones in The Haunting                                                                                  |            |
| Pierce Brosnan en Denise Richards in The World Is Not Enough                                                                         |            |
| Sean Connery en Catherine Zeta-Jones in Entrapment                                                                                   |            |
| Slechtste regisseur |            |
| Barry Sonnenfeld voor Wild Wild West                                                                                                 |            |
| Dennis Dugan voor Big Daddy |            |
| George Lucas voor Star Wars Episode I: The Phantom Menace                                                                            |            |
| Jan de Bont voor The Haunting |            |
| Peter Hyams voor End of Days |            |
| Slechtste scenario |            |
| Wild Wild West, verhaal door Jim Thomas & John Thomas, scenario door S. S. Wilson & Brent Maddock en Jeffrey Price & Peter S. Seaman |            |
| Big Daddy, scenario door Steve Franks en Tim Herlihy & Adam Sandler                                                                  |            |
| Star Wars Episode I: The Phantom Menace, geschreven door George Lucas                                                                |            |
| The Haunting, scenario door David Self                                                                                               |            |
| The Mod Squad, geschreven door Stephen T. Kay & Scott Silver en Kate Lanier                                                          |            |
| Slechtste originele lied |            |
| Wild Wild West" uit Wild Wild West, muziek en tekst door Stevie Wonder, Kool Moe Dee en Will Smith                                   |            |
| Slechtste acteur van de eeuw |            |
| Sylvester Stallone voor "99.5% van alles wat hij ooit heeft gedaan"                                                                  |            |
| Kevin Costner voor The Postman, Robin Hood: Prince of Thieves, Waterworld, Wyatt Earp, etc.                                          |            |
| Pauly Shore voor Bio-Dome, Jury Duty, Encino Man, etc.                                                                               |            |
| Prince voor Graffiti Bridge, Under the Cherry Moon, etc.                                                                             |            |
| William Shatner voor Star Trek II, Star Trek III, Star Trek IV, Star Trek V, Star Trek VI, en Star Trek: Generations                 |            |
| Slechtste actrice van de eeuw |            |
| Madonna voor Body of Evidence, Shanghai Surprise, Who's That Girl, etc.                                                              |            |
| Bo Derek voor Bolero, Ghosts Can't Do It, Tarzan, the Ape Man, etc.                                                                  |            |
| Brooke Shields voor The Blue Lagoon, Endless Love, Sahara, Speed Zone!, etc.                                                         |            |
| Elizabeth Berkley voor Showgirls |            |
| Pia Zadora voor Voyage of the Rock Aliens, Butterfly, Fake-Out, The Lonely Lady, etc.                                                |            |
| Slechtste film van het decennium |            |
| Showgirls ("winnaar" van 7 Gouden Frambozen in 1995)                                                                                 |            |
| An Alan Smithee Film: Burn Hollywood Burn ("winnaar" van 5 Gouden Frambozen in 1998)                                                 |            |
| Hudson Hawk ("winnaar" van drie Gouden Frambozen in 1991)                                                                            |            |
| Striptease ("winnaar" van zes Gouden Frambozen in 1996)                                                                              |            |
| The Postman ("winnaar" van vijf Gouden Frambozen in 1997                                                                             |            |
| Slechtste nieuwe ster van het decennium                                                                                              |            |
| Pauly Shore voor Bio-Dome, Encino Man, Jury Duty, Etc.                                                                               |            |
| Dennis Rodman voor Double Team en Simon Sez                                                                                          |            |
| Elizabeth Berkley voor Showgirls |            |
| Jar Jar Binks (stem door Ahmed Best) for Star Wars Episode I: The Phantom Menace                                                     |            |
| Sofia Coppola voor The Godfather Part III en Star Wars Episode I: The Phantom Menace                                                 |            |

1980 ·
1981 ·
1982 ·
1983 ·
1984 ·
1985 ·
1986 ·
1987 ·
1988 ·
1989 ·
1990 ·
1991 ·
1992 ·
1993 ·
1994 ·
1995 ·
1996 ·
1997 ·
1998 ·
1999 ·
2000 ·
2001 ·
2002 ·
2003 ·
2004 ·
2005 ·
2006 ·
2007 ·
2008 ·
2009 ·
2010 ·
2011 ·
2012 ·
2013 ·
2014 ·
2015 ·
2016 ·
2017 ·
2018 ·
2019 ·
2020 ·
2021 ·
2022 ·
2023 ·
2024